# Віллі Гесс
Віллі Гесс (нім. Willy Hess; 14 липня 1859, Мангайм — 17 лютого 1939, Берлін) — німецький скрипаль, альтист і музичний педагог.
Син скрипаля, який навчався у Луї Шпора. Отримав початкову виконавську освіту у свого батька. У 1865 в якості виконавця-вундеркінда відправився в гастрольний тур по США з оркестром Теодора Томаса. У 1872 перебрався до Нідерландів, потім в 1876—1878 рр. в Берліні завершив свою музичну освіту під керівництвом Йозефа Йоахіма.

## Життєпис
- У 1878—1886 — концертмейстер оркестру Франкфуртської опери, в цей період грав також в фортепіанному тріо з Джеймсом Квастом і Хуго Беккером.
- У 1886—1888 — в Роттердамі, концертмейстер одного з оркестрів та професор Роттердамської консерваторії.
- У 1888—1895 — концертмейстер Оркестру Галле в Манчестері, тут серед його учнів був Артур Каттералл.
- У 1895—1903 — професор Кельнської консерваторії, серед його кельнських учнів був Адольф Буш, в Кельні Гесс грав у фортепіанному тріо з Максом фон Пауером і Генріхом Грюнфельдом і керував струнним квартетом за участю Віллі Зайберта, Йозефа Шварца і Фрідріха Грюцмахера-молодшого. Потім протягом одного навчального року викладав в Лондоні в Королівській академії музики.
- У 1904—1910 — концертмейстер симфонічного оркестру Бостона, одночасно викладав в Гарвардському університеті і очолював струнний квартет (серед його учасників були Генріх Варнке, а потім Альвин Шредер); Альберт Фут присвятив Гессу свою Баладу для скрипки і фортепіано (1910).

У 1910 влаштувався в Берліні, професор Берлінської вищої школи музики. Тут педагогічна кар'єра Гесса досягла свого піку: серед його учнів цього періоду — Георг Куленкампф, Тоссі Співаковський, Артур Фідлер, Нікос Скалкотас, Генрі Темянка, Альберт Стессель, Генрі Хольст, Пауль Ґодвін та інші помітні музиканти з різних країн світу. У той же час Гесс концертував як соліст, причому не тільки на скрипці, а й на альті. Як альтист тісно співпрацював з Максом Брухом в останні роки його життя: в 1910 Брух написав для Гесса концертштюк для скрипки з оркестром, в 1912 році він брав участь у прем'єрі першої редакції бруховського Концерту для кларнета і альта з оркестром (виконавши в першому відділенні скрипковий концерт композитора, а в другому змінивши скрипку на альт). З 1928 на пенсії.